# Acantilados de Los Gigantes
Los acantilados de los Gigantes representan un accidente geológico erosivo sobre materiales volcánicos de tipo basáltico en la costa oeste de la isla de Tenerife (Canarias, España), caracterizado por sus paredes verticales, que caen sobre el océano desde alturas que oscilan entre los 300 y más de 600 metros. Están repartidos administrativamente entre los municipios de Buenavista del Norte (en su mayor parte) y Santiago del Teide, dentro del parque rural de Teno.

## Descripción

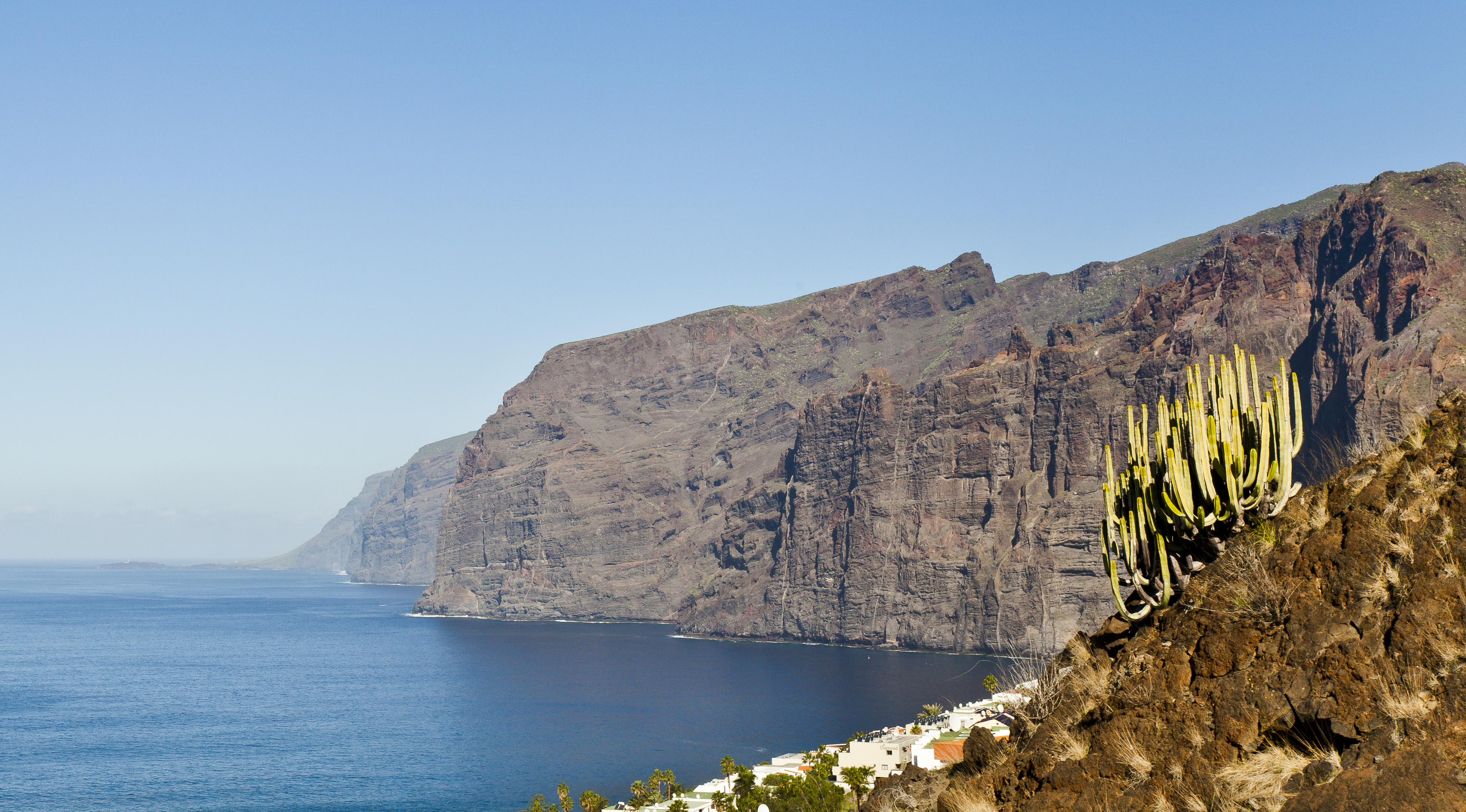
Acantilados de los Gigantes.

En tiempos de los guanches eran conocidos como la «Muralla del Infierno» o «Muralla del Diablo», y bien podría imaginárselos así, ya que su geografía de lavas oscuras resulta prácticamente infranqueable hacia el interior isleño. Sólo determinados barrancos como Carrizales, Juan López, El Natero, Barranco Seco, etc., se abren camino a través de los acantilados, dejando ensenadas o pequeñas playas de arena natural o grava en su desembocadura, que son frecuentadas por barcos de recreo, puesto que la fisonomía del lugar hace complicado llegar a ellas por estos barrancos. 
Por debajo del nivel del mar estos acantilados no se continúan hacia la profundidad. Los fondos marinos de esta zona tienen apenas unos 30 metros de profundidad y debido a su difícil acceso albergan una riqueza natural que atrae a numerosos submarinistas y pescadores.

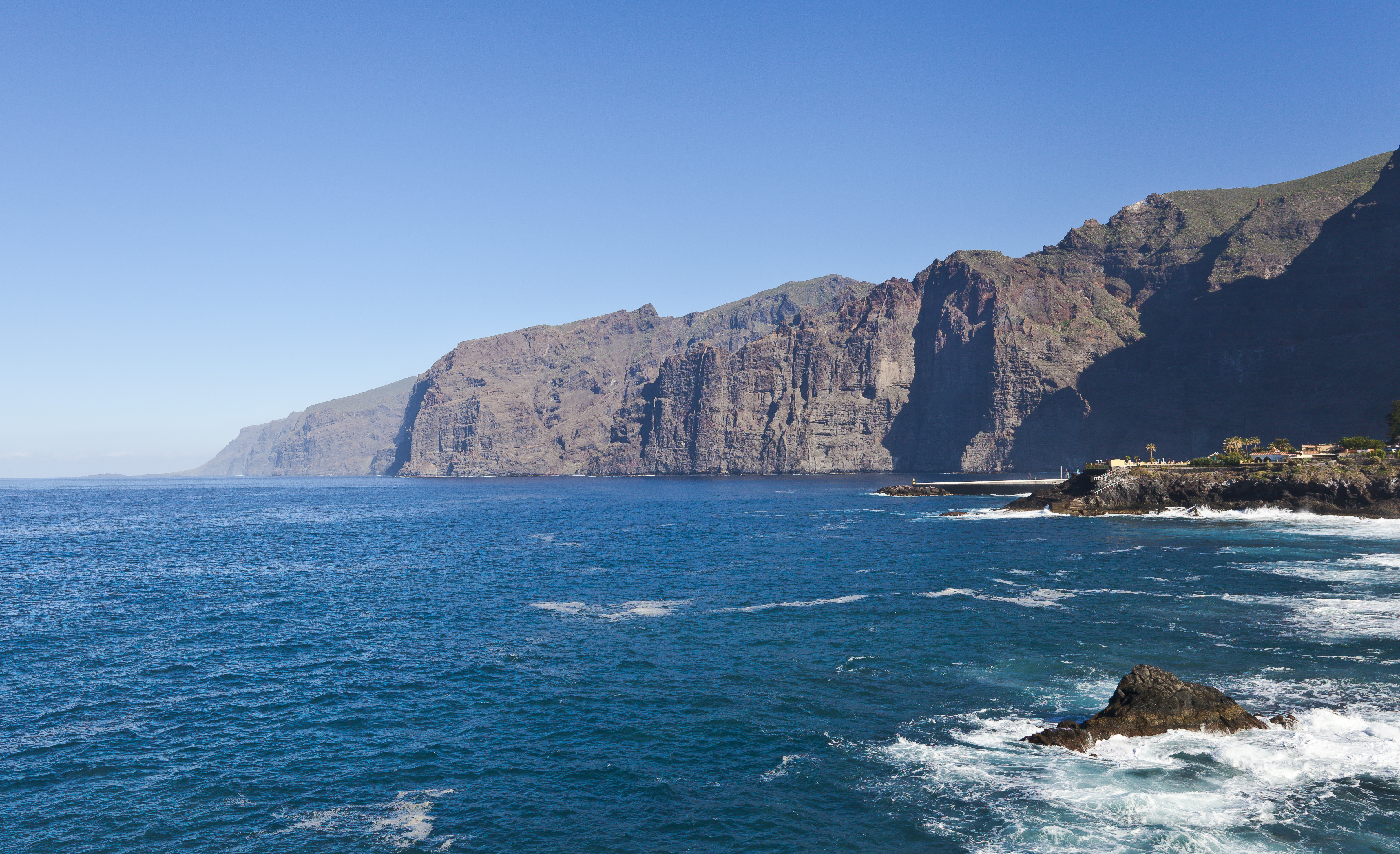
Vista de los acantilados.

La situación panorámica, así como la climatología, ha favorecido el desarrollo de una importante urbanización turística en los últimos años en la costa de Santiago del Teide, disponiendo de puerto deportivo, así como de amplia zona residencial y hostelera. La localidad de Los Gigantes no aparecía como topónimo en los mapas de los años 1950, convirtiéndose en nuestros tiempos en un importante núcleo económico de Santiago del Teide. Cerca de dicho pueblo se encuentran otros enclaves turísticos como Playa de La Arena, Puerto de Santiago, etc. Esta zona dista 125 km de la capital insular, Santa Cruz de Tenerife, y 45 km del aeropuerto internacional Tenerife Sur.
Tanto si se accede a ellos en barco como si se suben a pie, estos acantilados siempre ofrecen unas vistas sobrecogedoras.